# باب گادفری
باب گادفری (انگلیسی: Bob Godfrey; ۲۷ مهٔ ۱۹۲۱ – ۲۱ فوریهٔ ۲۰۱۳) تهیه‌کننده فیلم، پویانما، و کارگردان فیلم اهل بریتانیا بود.
وی همچنین برندهٔ جوایزی همچون جایزه اسکار بهترین پویانمایی کوتاه شده‌است.